# Forwarding and Control Element Separation

Forwarding and Control Element Separation (RFC 5810) abrégé en FORCEs est un protocole qui vise à normaliser la communication entre les composants qui gèrent le plan de contrôle (typiquement l'OS) et ceux qui gèrent le plan de commutation (typiquement un ASIC) sur un routeur.
Sur les routeurs commerciaux, la communication entre ces deux composantes est actuellement faite de manière fermée, empêchant de ce fait le changement d'OS pilotant le routeur. L'objectif de FORCEs est donc de normaliser les communications de manière à rendre le matériel interopérable avec les OS d'autres fournisseurs (Linux par exemple).